# 70億の針
『70億の針』（ななじゅうおくのはり）は、多田乃伸明による日本の漫画作品。

## 概要
コミック誌『月刊コミックフラッパー』（メディアファクトリー）にて2008年4月号から2010年3月号まで連載された。
宇宙から飛来した二つの存在の戦いと、それに巻き込まれてしまった少女の姿を描くSF漫画。現代の日本を舞台としているが、ハル・クレメントによるアメリカのSF小説『20億の針』が物語の下敷きとなっている。
第一巻の帯には出渕裕と麻宮騎亜による推薦文が載せられている。
2010年より、アメリカの出版社Verticalより英語版が、またフランスの出版社Bamboo Éditionよりフランス語版が順次出版された。2011年にはアイズナー賞のベスト翻案賞にノミネートされた。

## あらすじ
ある事件をきっかけに周囲に心を閉ざしていた高部光（以下、ヒカル）は、高校の修学旅行先で、突如飛来した謎の隕石落下に巻き込まれてしまう。
しかし次に気が付いたとき、ヒカルは既に修学旅行から戻ってきており、さらには自分の中に別の意識を持つ存在が宿っていた。テンガイと名乗るその存在は、自分がその隕石に宿って地球にやってきたこと、ヒカルが隕石の落下に巻き込まれて一度死んだこと、そしてテンガイが自らの力を使ってヒカルを再生させたことを告げる。さらにテンガイは、自分がやってきたのは、地球に逃げ込んだ宇宙に災いをもたらす存在、メイルシュトロームを葬るためだという。
かくしてヒカルは自らの意思とは関係なく、全人類、ひいては全宇宙のための戦いに身を投じることになる。

## 登場人物
高部 光（たかべ ひかる）
主人公、通称ヒカル。ある事件がきっかけで、他人に心を閉ざしている女子高生。外を出歩く際には常にヘッドフォンをかけており、学校でも孤立している。現在は普通の高校に通っているものの、本来は田舎育ちの野生児であり、時折それを懐かしむような様子ものぞかせる。
修学旅行先で隕石落下に遭遇し、一度跡形も無く消滅するもテンガイの力によって復活。しかしそのおかげでヒカルはテンガイと行動を共にせざるを得なくなってしまい、否応無くテンガイとメイルシュトロームの戦いに巻き込まれることになる。
テンガイ
メイルシュトロームを追って宇宙から飛来した存在。隕石に宿って地球にやってきたときにヒカルを吹き飛ばした張本人。ただそれはテンガイ自身予期していなかった事態であり、普段は「いかなる知的生命も損なってはならない」という絶対の規範に基づいて行動する。
その存在はプラズマによって構成されているため、人間の感覚器官では感知することが出来ない。また本人いわく地球の大気は「固すぎる」ため、地球上ではヒカルの血液に宿って活動しなければならず、これにより原則、ヒカルとテンガイは離れることが出来ない。このためテンガイは、ヒカルの協力のもとでメイルシュトロームを追跡していくことになる。
災いの渦（メイルシュトローム）
全宇宙の生命を脅かす存在。生物を宿主とし、その生物を操って殺戮の限りを尽くす化け物。時間の制約が無いため、飛来した惑星の生命を長い時間をかけて滅ぼし、宇宙を伝播していく災厄となる。作中では白亜紀の恐竜の絶滅もメイルシュトロームによるものとされている。
紆余曲折を経てヒカルの内部（にいるテンガイ）に取り込まれ、三者で共生生活を送ることとなる。
サヤ
ヒカルと同じ高校に通う女子高生。メイルシュトロームを探す過程で、ヒカルと友達になる。しかし、偶然ヒカルと髪型を交換していたところをヒカルと間違われ、メイルシュトロームに襲われてしまう。
ナオ
ヒカルと同じ高校に通う女子高生。サヤとともに、ヒカルの友達となる。
東 シュンスケ（あずま シュンスケ）
ヒカルと同じ高校に通う男子高校生。シュンスケに当る漢字は不明。メイルシュトロームの宿主。
野田 勉・真希（のだ つとむ・まき）
ヒカルの叔父夫妻。両親のいないヒカルを引き取って世話をしている。
マサヤ
ヒカルの幼馴染。ヒカルの父親の死に関係している。
マイナー・メイルシュトローム
メイルシュトロームの亜種。作中では単に「亜種」と呼称されることもある。メイルシュトロームと同じような能力を持つが、個々の意思や人格などは持たない。多数発生しており、それぞれが様々な生物を宿主として地球上の生態系に混乱（蝶が蜘蛛を捕食する、シマウマがライオンを襲うなど）をもたらした。
テンガイの亜種も存在する。
チカ
ヒカルと同じ高校に通う女子高生。マイナー・メイルシュトロームの影響で変貌したため、調整者によりサンプルとして捕らわれる。
調整者
宇宙の秩序を守るために生物の変化（進化）を観察し、必要とあれば調整する役目を負った存在。テンガイやメイルシュトロームを上回る力を持つ。亜種が引き起こした異変を調べるため地球に現れた。

## 書誌情報
- 70億の針 1 - ISBN 978-4-8401-2291-7 2008年11月30日初版発行
- 70億の針 2 - ISBN 978-4-8401-2559-8 2009年4月30日初版発行
- 70億の針 3 - ISBN 978-4-8401-2924-4 2009年10月31日初版発行
- 70億の針 4 - ISBN 978-4-8401-2993-0 2010年3月31日初版発行